# Was ist ein Autor?

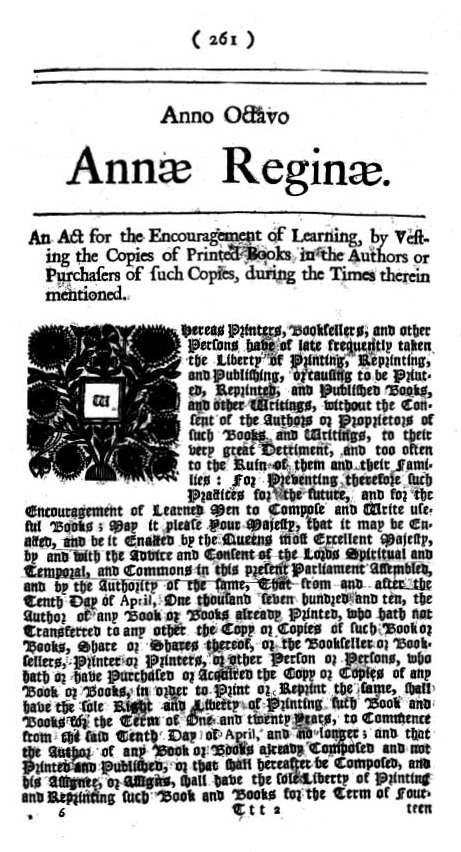
Entscheidendes Dokument in der Konstitution des modernen Autors: Statute of Anne

Was ist ein Autor? (französisch: Qu’est-ce qu’un auteur?) ist ein Text des französischen Philosophen Michel Foucault. Der Text geht auf Foucaults Vortrag vom Februar 1969 vor der Société française de philosophie zurück. Die deutsche Erstübersetzung erschien 1974.
Foucault, durch dessen Werk sich die Beschäftigung mit Subjekt und Autor zieht, gibt in Was ist ein Autor? seine ausführlichste und am straffsten formulierte Stellungnahme zum Autorbegriff ab. Der Vortrag ist eine Replik auf und Weiterentwicklung von Roland Barthes’ These vom Tod des Autors. Auch Foucault wendet sich gegen die literaturwissenschaftliche Auffassung eines Autors als Subjekt, der den Text hervorbringt. Allerdings ist für ihn der Autorbegriff noch vorhanden: Demnach bestimmen Diskurse eine Autorfunktion, die jedoch keinen direkten Bezug zum Text aufweist. Foucaults Anliegen ist es, die Autorfunktion zu thematisieren, ihrer Veränderung durch Kontext und Geschichte nachzugehen.
Was ist ein Autor? ist ein zentraler Text der postmodernen Debatte um den Autorbegriff. Zusammen mit Barthes’ Arbeit ist Foucaults Essay einer der kanonischen Texte in der andauernden Diskussion um Autor und Subjekt in verschiedenen Kulturwissenschaften. Unter anderem löste der Aufsatz eine intensive Forschung zur Geschichte des Individuums, des romantischen Genius-Kultes und des Urheberrechts aus. Auch die seit den späten 1990er Jahren stattfindende Debatte um die „Rückkehr des Autors“ geht auf Foucaults Text als einen der Kerntexte ein.

## Ausgaben
Die französische Erstausgabe des Vortrags Was ist ein Autor? wurde 1969 im Bulletin de la société française de philosophie veröffentlicht, allerdings ohne die anschließende Diskussion. Foucault wiederholte den Vortrag mit leichten Änderungen 1970 an der University of Buffalo in den USA. Er autorisierte später von beiden Vortragsvarianten gedruckte Versionen; die Pariser Fassung erschien 1983 in der Psychoanalysezeitschrift littoral, die Version aus Buffalo 1984 in The Foucault Reader (Hrsg.: P. Rabinow, New York).
Die deutsche Erstübersetzung von Karin von Hofer und Anneliese Botond wurde 1974 im Nymphenburger Verlag in der Schriftensammlung: Michel Foucault: Schriften zur Literatur verlegt. Weitere Verbreitung fand Schriften zur Literatur durch eine Lizenzausgabe des Fischer Taschenbuch-Verlags im Jahr 1988. Die dort enthaltene Hofer/Borond-Übersetzung dient als Grundlage für zahlreiche Veröffentlichungen in weiteren Textsammlungen, dabei besonders wirkmächtig in der Aufsatzsammlung Texte zur Theorie der Autorschaft (Fotis Jannidis (Hrsg.) 2000).
Die heute maßgebliche Ausgabe von Was ist ein Autor? erschien 1994 in der von Daniel Defert und François Ewald herausgegebenen französischen Sammlung der kurzen Schriften Foucaults, Dits et écrits. Sie enthält sowohl den Pariser Vortrag wie den aus Buffalo und die anschließende Diskussion in der Société française de philosophie. Auf dieser Grundlage erfolgte eine Neuübersetzung durch Hermann Kocyba für die deutsche Ausgabe der Dits et écrits (Schriften). Was ist ein Autor? war 2001 Teil des ersten Bandes der deutschen Übersetzung. Die Kocyba-Übersetzung wiederum wurde in einer Suhrkamp-Sammlung verschiedener Foucault-Texte von 2003 nachgedruckt. Die 2003er-Ausgabe trug den Titel Michel Foucault: Schriften zur Literatur. Die erste englische Ausgabe erschien 1977 in dem Sammelband Language, Counter-Memory, Practice, herausgegeben von Donald F. Bouchard und übersetzt von Donald F. Bouchard und Sherry Simon bei Cornell University Press; sie hat auch in dieser Sprache mehrere Neuauflagen und Aufnahmen in Textsammlungen erhalten.

## Inhalt
Foucault beginnt und endet seinen Text mit einem Zitat Samuel Becketts aus dessen Erzählungen und Texte um Nichts: Was liegt daran wer spricht, hat jemand gesagt was liegt daran wer spricht? oder in der älteren deutschen Übersetzung des Foucault-Textes: Wen kümmert's, wer spricht, hat jemand gesagt, wen kümmert's?
In seinen Vorbemerkungen setzt Foucault sich intensiv mit Barthes’ Text Der Tod des Autors auseinander, den er als dem 19. Jahrhundert verhaftet bezeichnet. Danach widmet er sich dem Autor und stellt seine zentrale These auf, dass die Funktion des Autors bestimmte Diskurse in der Gesellschaft charakterisiert. Im Hauptteil skizziert Foucault vier Charakteristiken der Autor-Funktion. Im dritten Teil wendet er sich einer besonderen Form der Autoren zu, den Diskursivitätsbegründern, namentlich Karl Marx und Sigmund Freud. Im kurzen Schlussteil schließlich spricht er weiter gefasste Themen an: die Diskursanalyse, die Frage nach den Privilegien des Subjekts und die Anonymität des Diskurses, die Foucault für die Zukunft voraussah.

### Auseinandersetzung mit Barthes
Foucault stellt fest, dass Kritik und Philosophie schon länger vom Verschwinden oder Tod des Autors Kenntnis genommen haben. Inhaltlich eng an Barthes angelehnt, aber ohne diesen direkt zu nennen, kritisiert Foucault jedoch Versuche, den „verschwundenen Autor“ durch den Schreiber zu ersetzen, ebenso wie die Übernahme des Werkbegriffs. Letztlich seien dieses nur synonyme Begriffe zum Autor, da sie noch zahlreiche Merkmale des Autors aufwiesen. Ihre unkritische Verwendung positioniere den Schreiber, also in diesem Zusammenhang vor allem den ungenannten Barthes, im 19. Jahrhundert. Das tatsächliche Verschwinden des Autors sei noch Utopie. Noch sei der Autor in gewissen Diskursen notwendig.
Während Barthes sein Argument wesentlich auf einer historischen Skizze von Schreiben und Autorschaft aufbaut, beginnt Foucault mit der Ankündigung, keine historische Analyse des Autors schreiben zu wollen. Untergründig jedoch schreibt Foucault eine Gegengeschichte zu Barthes. Letzterer behauptet, dass eine Reihe von Literaten von Stéphane Mallarmé bis zu den Surrealisten darin gescheitert sei, die Tyrannei des Autors abzuwerfen, und es der Linguistik bedurfte, dies zu erreichen. Foucault hingegen stellt die These auf, dass die Literatur selbst schon das Verschwinden des Autors herbeigeführt habe.
In unserer Kultur hat das Werk eine Metamorphose erfahren. Das Werk, das die Aufgabe hatte, unsterblich zu machen, hat das Recht erhalten zu töten, seinen Autor umzubringen. Denken Sie an Flaubert, Proust, Kafka. Damit, dass Foucault sowohl Flaubert (1821–1880) als auch Samuel Beckett (1906–1989) als Teil „unserer Kultur“ definiert, widersetzt er sich dem historischen Fortschrittsgedanken Barthes’. Mallarmé, der in Barthes’ Text eine zentrale Rolle als gescheiterter Vorläufer jetziger Entwicklungen spielt, taucht bei Foucault erst im Fazit seiner Einleitung auf: Das Verschwinden des Autors, das sich seit Mallarmé unaufhörlich ereignet.. Mallarmé, der gescheitere Vorläufer Barthes’, wird für Foucault zum triumphalen Zeitgenossen.
Mit dieser Kritik an Barthes positioniert sich Foucault auch in seiner Rolle des Literaturtheoretikers neu: Während es für Barthes die Rolle von Wissenschaft und Kritik war, den Autor zu töten, sieht Foucault für die Kritik eine deutlich bescheidenere Rolle vor. Da die Literatur selbst den Autor schon zum Verschwinden gebracht habe, sei es Aufgabe der Kritik, die Bedeutung des Momentes zu würdigen und die daraus folgenden Konsequenzen nachzuzeichnen.

### Autor-Funktion
Foucault untersucht die Funktion, die der Autor in diesen Diskursen einnimmt. Dabei ist diese Funktion historisch kontingent, diskursiv und institutionell gebunden. Für Foucault ist nicht die individuelle, namentlich gekennzeichnete Stimme des Subjekts für die Funktion des Autors bestimmend, sondern „das Murmeln des Diskurses“. Dabei sei der Autor ein rationalistisches Konstrukt, aus dem die Literaturwissenschaft tiefere Bedeutung und psychologischen Gehalt eines Textes ablesen könne.
Die Autor-Funktion wandele sich dabei je nach Kontext und im Laufe der Geschichte. Dabei begreift Foucault seine Argumentation nicht als historische Argumentation, sondern lediglich als transhistorische Illustration, die auch durch zeitgenössische Beispiele verschiedener Verwendungsweisen der Autor-Funktion ergänzt wird. Foucault geht davon aus, dass diese individuelle Zuordnung eines Textes eine vergleichsweise neue Bewegung ist. Lange Zeit sei nicht der Verweis auf den Autor notwendig gewesen, um einen Text zu legitimieren. In den Bereichen, die im 20. Jahrhundert als literarische Texte klassifiziert wurden, sei in der Vormoderne ihre Anonymität kein Problem gewesen, sondern ihr echtes oder zugeschriebenes Alter habe für ihre Autorität gebürgt. Anders sei es bei jenen Texten gewesen, die nach moderner Auffassung in den Bereich der Wissenschaft fallen: Texte über Kosmologie oder Medizin, Naturwissenschaften oder Geographie hätten nur dann einen Wahrheitswert gehabt, wenn sie durch einen der legitimierten Autorennamen (Hippokrates, Plinius, Aristoteles) legitimiert wurden.
Foucault setzt die Zeit des Umbruchs auf das 17. und insbesondere das 18. Jahrhundert. Während in dieser Zeit in den Naturwissenschaften die Funktion des Autors an Wichtigkeit verloren habe, sei sie in den anderen Bereichen eingeführt worden und habe Wirkmacht gewonnen. Er benutzt dabei das Konzept des Diskurses und stellt fest, dass es Diskurse gebe, die mit der Autorfunktion auskommen, und andere, in denen diese nicht notwendig sei. In der modernen Literatur entstehe dieser Bezug auf die Autorfunktion zusammen mit dem literarischen Markt. Die Funktion Autor sei dabei an ein Rechts- und Staatssystem gebunden. Zur Definition der Funktion bedürfe es einer Reihe spezifischer und komplizierter Operationen. Im Gegensatz zu Heiligen und mystischen Personen zum Beispiel bekamen Diskurse wirkliche Autoren in dem Maße, in dem der Autor bestraft werden konnte. Später gehöre vor allem die legale Kodifizierung des Autorenstatus, sich durch die Möglichkeit des neu geschaffenen Urheberrechts Eigentum an einem Text anzueignen: Und als man eine Eigentumsordnung für Texte, als man strenge Gesetze erließ über Urheberrechte, über Beziehungen zwischen Autoren und Verlegern, über Reproduktionsrechte etc. – das heißt Ende des 18. Jahrhunderts und Anfang des 19. Jahrhunderts –, in diesem Augenblick nahm die Möglichkeit der Übertretung, die dem Akt des Schreibens innewohnte, mehr und mehr den Charakter eines der Literatur inhärenten Gebots an.
Im zentralen Abschnitt seines Vortrags befasst sich Foucault mit der Erschaffung der Autor-Funktion. Diese sei keineswegs spontan, sondern Ergebnis einer komplexen Operation. Dabei würden diejenigen Teile eines Individuums als Autor bestimmt, die Projektion dessen seien, wie wir einen Text behandelten. Die Autor-Funktion gehöre nicht einer bestimmten individuellen Person, sondern sei Ergebnis einer Interpretation. Eine Person gehöre einer gänzlich anderen Kategorie an als die interpretative Funktion Autor desselben Namens. Das angenommene Identitätsverhältnis zwischen Person und Funktion sei keineswegs bruchlos. Eine Person beispielsweise könne als mehrere Autoren interpretiert werden – etwa Locke, der politische Philosoph, und Locke, der Erkenntnistheoretiker, und wo eine Person sterblich sei, könne ein Autor bis in die Gegenwart leben und diese beeinflussen.
Wo bei Barthes der Text den Autor erschafft, lockert Foucault diese Verbindung. Der Autor werde erst als interpretativer Rahmen einem Text aufgesetzt. Gleichzeitig gebe die Zuordnung eines Autors zu einem Text diesem erst Bedeutung und weise über den Alltag hinaus. Erst die Verbindung eines Textes mit einem Autor hebe ihn aus der Menge gewöhnlicher Texte heraus. Die Verbindung mit einem Autorennamen sichere dem Text eine besondere Bedeutung; er werde in Bibliotheken gespeichert, rezipiert und diskutiert.
Foucault beschäftigt sich dabei eingehender mit der Rolle der Literaturwissenschaft. Die Bestimmung eines Autors erfolge dadurch, dass sie bestimmte qualitativ schlechte Texte aus einem Werk ausschließe; er bilde ein Feld bestimmter begrifflicher und theoretischer Kohärenz, sei als stilistische Einheit definiert und stehe für einen bestimmten historischen Augenblick und einen Schnittpunkt von Ereignissen. In der Literaturwissenschaft schließlich werde der Autor eine Kategorie, um ein Werk zu analysieren. Er diene als Gewährsmann, um dem Text Sinn zu geben. Die Autorfunktion diene dazu, eine vermeintliche Einheit über ein Werk zu stülpen, indem beispielsweise die vereinigende Figur des Autors über Widersprüche in verschiedenen Texten gestülpt werde.
Ein Merkmal der Autorfunktion sei es, dass diese eine Pluralität der Egos schaffe und einen Bruch im Werk aufwerfe. Texte enthielten in sich selbst Hinweise auf den Autor, etwa durch Zeit und Ort oder bestimmte Adverbien. Während dies in Texten ohne Autorfunktion problemlos als Bezug auf den realen Sprecher zu sehen sei, führe es in autortragenden Texten zu einem Bruch. Das Sprecher-Ich unterscheide sich mehr oder weniger stark vom Autor-Ich. Die Autorfunktion materialisiere sich gerade in diesem Bruch.
Foucault fasst die von ihm genannten vier Eigenschaften der Autorfunktion wie folgt zusammen: „Die Funktion Autor ist an das Rechts- und Staatssystem gebunden, das die Gesamtheit der Diskurse einschließt, determiniert, ausdrückt; sie wirkt nicht einheitlich und gleichmäßig auf alle Diskurse zu allen Zeiten und in allen Kulturformen; sie läßt sich nicht dadurch definieren, daß man spontan einen Diskurs einem Produzenten zuschreibt, sondern dazu sind eine Reihe spezifischer und komplizierter Operationen nötig; sie verweist nicht einfach auf ein reales Individuum, sie kann gleichzeitig mehrere Egos in mehreren Subjekt-Stellungen Raum geben, die von verschiedenen Gruppen von Individuen besetzt werden können.“

### Diskursivitätsbegründer
Im dritten Teil seines Textes wendet sich Foucault einer besonderen Form der Autor-Subjekte zu, den von ihm so bezeichneten Diskursivitätsbegründern, wobei er insbesondere auf Sigmund Freud und Karl Marx abzielt. Diese Autoren hätten nicht nur – wie Romanautoren – ihren eigenen Text geschaffen, sondern auch die Möglichkeit und Bildungsgesetze, für Foucault die „Formationsregeln“ von anderen Texten. Aus seiner Sicht haben sie Raum gegeben für etwas anderes als sie selbst, das jedoch zu dem gehöre, was sie begründet haben.
Damit stünden diese Autoren in einer Linie mit Wissenschaftsbegründern wie Newton oder Galilei. Anders jedoch als diese kehre der Diskurs immer wieder zu den Diskursivitätsbegründern zurück. Während die Texte der Wissenschaftsbegründer in ihrer historischen Aneignung an Legitimität verlören, verlaufe es im Fall der Diskursivitätsbegründer anders: Dort gewönnen die aneignenden folgenden Texte ihre eigene Legitimität über den Verweis auf die Quellen. Die Diskursivitätsbegründung stehe außerhalb der späteren Transformation der Wissenschaft, also nicht innerhalb von deren Raum, sondern die Wissenschaft beziehe sich vielmehr auf das Werk der Gründer wie auf ursprüngliche Koordinaten. Während ein heute gefundener Text von Newton keine Auswirkungen mehr auf die moderne Physik habe, würden neue Texte von Freud oder Marx eine Reevaluation auch moderner Theorie bedingen.

### Diskursanalyse
Foucault beendet seinen Text zweigestalt einerseits analytisch, andererseits polemisch, wobei er den polemischen Teil in seiner späteren Rede in Buffalo ausbaut. Dort stellt er fest: Ich scheine gleichsam nach einer Form der Kultur zu rufen, in der die Fiktion nicht durch die Figur des Autors verkürzt würde. Es wäre jedoch reiner Romantizismus, sich eine Kultur vorzustellen, in der die Fiktion absolut frei zirkulierte, zu jedermanns Verfügung, ohne sich einer notwendigen oder zwingenden Figur zuzuordnen.
Analytisch sieht Foucault – anders als beispielsweise Barthes, der den Autorenbegriff komplett verwirft – den Autorenbegriff als Ausgangspunkt, um in weiteren Arbeiten die historischen Variationen der Autor-Funktion zu ergründen. Die Kategorie der Autorfunktion könne vielleicht dazu führen, verschiedene Diskurse nach ihrem Verhältnis zur Autor-Funktion zu typologisieren und zu beschreiben.
Weniger möchte Foucault sich endgültig vom Autor verabschieden und hält dies auch nicht für möglich, sondern es geht ihm um eine genauere historische Analyse der Autorfunktion. Foucault betrachtet die Autorfunktion als wesentliches Kennzeichen von Diskursen. Sein Interesse liegt darin, die Merkmale sowohl autortragender wie auch autorloser Diskurse zu bestimmen. Autorlose Diskurse, die autorlose Texte produzieren, sieht er beispielsweise in Graffiti, Verträgen oder privaten Briefen. Am Ende von Was ist ein Autor? stellt sich Foucault eine Gesellschaft vor, in der die Autor-Funktion verschwunden ist.

## Stellung im Werk
Foucaults Werk ist schon im Ansatz fragmentarisch und unfertig. In Isaiah Berlins Bild von Fuchs und Igel nimmt er deutlich wie kaum ein anderer Autor die Stelle des Fuchses ein, der nicht viel von einer Sache, aber etwas von sehr vielen Sachen weiß. Jeder seiner größeren Texte dient der Erkundung eines speziellen Problemkomplexes und nicht dazu, ein größeres Theoriegebäude zu errichten. Dennoch lassen sich bestimmte Denkfiguren und Methodenerkundungen durch mehrere Werke verfolgen. Gerade in Was ist ein Autor? scheint er darauf hinzuweisen, dass er selbst nicht als Autor im umfassenden Sinn gesehen werden will, sondern seine Texte als Plattformen, aus denen sich kreativ Diskurse konstruieren lassen. Auf imaginäre Kritik, die stärkere Festlegungen von ihm verlangt, antwortet er in der gleichzeitig zu Was ist ein Autor? entstandenen Archäologie des Wissens: Fragt mich nicht wer ich bin, und fordert mich nicht auf, derselbe zu bleiben: überlasst es den Bürokraten und den Polizisten, unsere Papiere zu kontrollieren. Wenigstens erspart uns ihre Moral, wenn wir schreiben.
Von den zahlreichen Texten, in denen sich Foucault mit der Funktion des Autors auseinandersetzt, bildet Was ist ein Autor? die ausführlichste und konzentrierteste Variante. Während er sich auch in späteren Werken wiederholt mit der Rolle des Subjekts und der Autor-Funktion beschäftigt, greift er den Begriff der Diskursivitätsbegründer nicht weiter auf.
In seinen früheren Arbeiten war Foucault von der Bedeutung des Autors als Erschaffenden eines Textes abgekommen; der Autor bringe zwar die Sprache zu Papier, sei aber nicht ihr Sprecher. Trotzdem würde jeder Text einem Autornamen zugeordnet und eine Aufhebung dieser Verbindung ist utopisch. In Was ist ein Autor? wendet er sich nun der Frage zu, was die Funktion dieser Verbindung ist.
Was ist ein Autor? steht in einem Zusammenhang mit den beiden anderen Arbeiten Foucaults zur Wissenschaftsgeschichte. In dem vorausgegangenen Werk Ordnung der Dinge (1966) zeichnet er eine Geschichte des Wissens nach. In der 1969 erschienenen Archäologie des Wissens, welche zur Zeit des Vortrags von Was ist ein Autor? kurz vor der Veröffentlichung stand, formuliert er ein Methodenbuch zur Geschichte des Wissens. Die drei Veröffentlichungen gehören zu den wenigen Versuchen Foucaults, über mehrere Werke hinweg eine konsistente Theorie und Methodologie zu entwickeln; in allen drei Texten beschäftigt er sich mit den Grundlagen der Diskursanalyse.
Der Vortrag ist Foucaults erste öffentliche Stellungnahme aus der Zeit nach den Ereignissen vom Mai 1968. Er beginnt in dem Text eine Reformulierung seines Werks, so dass es auch am Übergang seiner beiden Werkphasen steht. Der Foucault vor dem Autor befasst sich primär mit der Archäologie des Diskurses und der disziplinierenden Wirkung des Diskurses auf das Denken. Nach 1970 beschäftigen sich Foucaults Texte vor allem mit dem Verhältnis von Macht, Disziplinierung und Körper, wobei er die Konzepte von Gouvernementalität und Biomacht entwickelt.

### Die Ordnung der Dinge
In Foucaults lebenslanger Beschäftigung mit dem Subjekt markiert Was ist ein Autor? einen Übergang zwischen der Nichtexistenz des Menschen, die er in der Ordnung der Dinge vertreten hatte, und seinen späteren Überlegungen zur Genealogie des Subjekts. In der Ordnung der Dinge hatte er den Versuch unternommen, eine Ideengeschichte zu schreiben, in der die Bedeutung einzelner Denker gegenüber impersonalen Kräften auf ein Minimum beschränkt ist. Dort hatte Foucault noch formuliert, dass der Mensch an sich eine relativ neuzeitliche Erfindung der Diskurse ist, und damit die Möglichkeit eröffnet, Subjektivitäten auch jenseits des Menschheitsbegriffes zu formulieren.
Die Ordnung der Dinge löste ein umfangreiches Echo aus, das auch zahlreiche Kritiken umfasste. Im Vorwort der späteren englischen Auflage stimmte Foucault den Kritiken teilweise zu und isolierte drei Probleme, auf die die Ordnung der Dinge nur ungenügende Antworten bieten könnte: Veränderung, Kausalität und die Stellung des Autors. In seinem Vorwort zu Was ist ein Autor? wiederum spricht er von der Gelegenheit zu bestimmten Bereichen seiner bisherigen Arbeit zurückzukehren, die aus der Rückschau in die Irre führten.

### Der maskierte Philosoph
Foucault nimmt das Autorenthema elf Jahre später in einem Interview mit Le Monde wieder auf. In diesem Gespräch mit den Journalisten Christian Delacampagne trat er anonym als „maskierter Philosoph“ auf, um seine Utopie eines autorlosen Diskurses beispielhaft darzustellen. Dabei warf er der Literaturwissenschaft vor, es sich mit dem Autorbegriff zu einfach zu machen. Als Alternative schlug er vor, ein Jahr lang nur Bücher ohne Autorennamen zu veröffentlichen und damit die Kritik zu einer neuen Form des Diskurses herauszufordern. Dies sei allerdings unmöglich, da die Autorfunktion zu stark sei; die Autoren würden einfach ein Jahr mit der Veröffentlichung ihrer Bücher warten. Auch Foucaults Hoffnung, selbst durch die Maske zum autorlosen Diskurs beitragen zu können, wurde enttäuscht, da das Interview nur wenig später seiner Person zugeordnet werden konnte.

## Bezüge zu anderen Autoren
Seit dem 18./19. Jahrhundert war der Autor eine dominierende Figur in der Literaturinterpretation. Die Intention des Autors wurde als definitive Interpretation eines Textes angenommen, Biografismus spielte eine wichtige Rolle, und die Literaturwissenschaft verwendete große Energie darauf, die echte – d. h. die vom Autor präferierte – Version eines Textes zu finden, um seine eigentliche Bedeutung erfassen zu können.
Eine direkte Traditionslinie, auf die sich Foucault bezieht, kommt aus dem russischen Formalismus und entwickelt sich über den Strukturalismus bis hin zu den Arbeiten der französischen Poststrukturalisten. Deutlich beeinflusst wurde Foucault in seinen Gedanken zu Werk und Autor durch seine intensive Auseinandersetzung mit der Phänomenologie. Andere Schriftsteller, die sich im frühen 20. Jahrhundert kritisch mit der traditionellen Rolle des Autors befassten, waren Martin Heidegger und Walter Benjamin.
Seit den 1950ern/1960ern begannen in der Literaturwissenschaft zunehmend soziologische Ansätze Fuß zu fassen, die den Autor weniger als individuelles Genie, sondern als erwerbstätigen Selbständigen auffassten. Die – oft marxistisch beeinflussten – Arbeiten konzentrierten sich auf das ökonomische, soziale und rechtliche Umfeld der Textproduktion. Unabhängig – aber gleichzeitig – richtete der New Criticism seinen Blick ausschließlich auf den Text, ohne Umweltbedingungen oder auch den Autor in seine Betrachtungen einzubeziehen. Intentionalismus galt dem New Criticism als Häresie, vehement setzten sich seine Vertreter gegen den Intentionalen Fehlschluss zur Wehr. Während also bereits in den Jahrzehnten vor Foucaults Vortrag die Bedeutung des Autors in der Literaturwissenschaft am Schwinden war, setzten Barthes und Jacques Derrida zum Frontalangriff an, indem sie den Tod des Autors erklärten, und die Bedeutung eines Textes allein in die Hände des Lesers legten.
Direkt vor Foucaults Rede liegt Barthes’ Aufsatz Der Tod des Autors von 1967, veröffentlicht 1968. In diesem zeichnet dieser die Geschichte des Schreibens nach. In ihr habe sich erst in der Neuzeit die tyrannische Figur des Autors entwickelt. Erst in der letzten Phase, das heißt zur Zeit von Barthes’ Text, habe sich die Geschichte weiterentwickelt, das Schreiben sei „zu sich selbst gekommen“. Während bereits zahlreiche Schreiber versucht hätten, sich aus der Autoren-Figur zu lösen, sei es erst der modernen Linguistik gelungen, den Text wieder innerhalb der Sprache zu positionieren. Sprache gehe dem Schreiber voraus und würde ihn in seinen Möglichkeiten begrenzen, während die Bedeutung eines Textes durch den Leser bestimmt werde. Für Barthes ist der Tod des Autors Voraussetzung für die Geburt des Lesers. Auch wenn Foucault den Barthes-Text vom Tod des Autors nicht explizit erwähnt, ist sein Vortrag eine Replik auf diesen. Er ist zwar weit davon entfernt, den Autor wieder in die Position des Genius mit alleiniger Texthoheit zu rücken, sein Ansatz ist, verglichen mit Barthes oder Derrida, jedoch eine teilweise Wiederbelebung des Autors.

## Rezeption
Was ist ein Autor? wird bis heute breit rezipiert, diskutiert und „unendlich zitiert“. Es gehört zum Kanon der Diskussion um Autorschaft und hat in Verbindung mit anderen Texten des Themenkomplexes eine teilweise Neuausrichtung der Literaturwissenschaft bewirkt. Zitate und Slogans aus dem Text finden sich selbst in Aufsatztiteln zu einem weiten Themenspektrum zwischen der Identität der Aborigines bis zu Unterschieden zwischen der Literatur ost- und westdeutscher Frauen. Gleichzeitig gilt er Kritikern, wie alle Arbeiten Foucaults, als undurchdringlich, verwirrend und sein Ruf oftmals mehr auf die Autorität des Namens Foucault begründet, denn auf seine inhaltlichen Meriten.

### Unmittelbare Reaktionen
Die ersten Reaktionen erfolgten direkt nach Foucaults Vortrag an der Société française de philosophie. Auf Foucault antwortete der undogmatische Marxist Lucien Goldmann, der sich auf Georg Lukács und Jean-Paul Sartre bezog. Er bezeichnete Foucault als Strukturalisten, der das Subjekt nur noch jenseits des Individuums denken kann, und antwortete ihm mit einem bekannten Slogan aus dem Mai 1968: „Die Strukturen steigen nicht auf die Straße herunter.“ Obgleich menschliches Handeln strukturierte Formen besitze, sei es doch niemals die Struktur, die Geschichte mache, sondern die Menschen. Foucault allerdings bestritt umgehend, jemals das Wort „Struktur“ benutzt zu haben, auch habe er niemals behauptet, dass der Autor nicht existiere. Auf weitere Anwürfe Goldmanns in der Diskussion antwortete er: „Ich habe keine Analyse des Subjekts oder des Autors angestellt. Wenn ich einen Vortrag über das Subjekt gehalten hätte, hätte ich wahrscheinlich in gleicher Weise die Subjektfunktion analysiert, d. h. eine Analyse der Bedingungen aufgestellt, die es einem Individuum ermöglichen, die Funktion eines Subjekts auszufüllen. … Es existiert kein absolutes Subjekt.“